# فرد هاينز
فرد هاينز (بالإنجليزية: Fred Hynes)‏ هو مهندس ومهندس الصوت أمريكي، ولد في 8 مايو 1908 في ناشفيل في الولايات المتحدة، وتوفي في 10 فبراير 1992 في لوس أنجلوس في الولايات المتحدة.

## وصلات خارجية
- فرد هاينز على موقع IMDb (الإنجليزية)
- فرد هاينز على موقع ميوزك برينز (الإنجليزية)